# Kazimierzów (powiat łódzki wschodni)
Kazimierzów – wieś w Polsce położona w województwie łódzkim, w powiecie łódzkim wschodnim, w gminie Koluszki.
| SIMC    | Nazwa     | Rodzaj  |
| ------- | --------- | ------- |
| 0543947 | Leopoldów | kolonia |

W latach 1975–1998 miejscowość należała administracyjnie do województwa piotrkowskiego.